# Métro de Riyad
Le métro de Riyad est un système de transport en commun de type métro automatique desservant la ville de Riyad, capitale de l'Arabie saoudite. Le projet prévoit au total 6 lignes, 176 km de voies et 85 stations,. Il est mis en service le 27 novembre 2024. Le projet a été supervisé par la High Commission for the Development of ArRiyadh (ADA). Le métro de Riyad est le sixième réseau de métro en service du monde arabe.

## Histoire

### Objectifs du projet
Riyad, capitale de l'Arabie saoudite avec plus de cinq millions d'habitants, ne dispose, au début des années 2000, d'aucune infrastructure de transport en commun. En décembre 2011, les autorités approuvent un vaste programme prévoyant la création, ex nihilo, d'un réseau de transport public d'envergure mondiale autour de six lignes de métro et un réseau d'autobus. Ce programme vise à mettre à disposition un service de transport en commun adapté, réduire l'utilisation de la voiture individuelle au strict minimum, permettre le futur développement de la ville et produire des effets positifs sur la circulation, l'économie, la société et l'environnement de la capitale.

### Appels d'offres
Les autorités ont décidé de mettre en œuvre le projet en confiant la construction et l'équipement, c'est-à-dire la fourniture des trains et systèmes de signalisation, à des groupements d'entreprises, en structurant des appels d'offres par lots de ligne. La cérémonie de signature des contrats a lieu le 28 juillet 2013, en présence du gouverneur de Riyad, Khalid bin Bandar Al Saud. Les lots sont alors attribués de la manière suivante :
- Les lignes 1 et 2 sont confiées au consortium BACS regroupant Bechtel, Almabani General Constractors, Consolidated Contractors Company, Siemens et Aecom[3],[5],[6] ;
- La ligne 3 est confiée au consortium ANM regroupant Bombardier, Ansaldo STS, Impregilo SPA, Larsen & Toubro Limited, Nesma & Partners, Hyder Consulting, IDOM and Worley Parsons Arabia[3],[5],[7] ;
- Les lignes 4, 5 et 6 sont confiées au consortium FAST regroupant FCC Construction SA, Samsung C&T Corporation, Alstom Transport, Strukton Civiel, Freyssinet Saudi Arabia, Tecnica Y Proyectos et Setec[3],[5].

L'appel d'offres pour l'exploitation et la maintenance du futur métro de Riyad a été lancé par la Haute Commission au Développement de Riyad (High Commission for the Development of ArRiyadh, ADA) en mai 2015. Hitachi-Ansaldo STS, Keolis, MTR (métro de Hong Kong), RATP Dev et Serco (exploitant-mainteneur du métro de Dubaï) ont candidaté,.
Le 18 septembre 2018, est confirmé l'attribution du contrat d'exploitation et de maintenance des lignes 1 (bleue) et 2 (rouge) à RATP Dev en partenariat avec SAPTCO pour une durée de 12 ans,,. Les lignes 3 (orange), 4 (jaune), 5 (verte) et 6 (violette) seront exploitées et maintenues par le consortium FLOW regroupant Ferrovie dello Stato Italiane, Alstom et Ansaldo STS.

## Lignes
| Ligne           | Longueur | Stations | Parcours                                                            | Coûts           | Consortium |
| --------------- | -------- | -------- | ------------------------------------------------------------------- | --------------- | ---------- |
| (1) Blue Line   | 38 km    | 26       | SAB - Ad Dar Al Baida                                               | 6 561 627 163 $ | BACS       |
| (2) Red Line    | 25 km    | 16       | King Saud University - King Fahad Sport City                        | 2 885 440 337 $ | BACS       |
| (3) Orange Line | 41 km    | 22       | Jeddah Road - Khashm Al An                                          | 5 211 926 731 $ | ANM        |
| (4) Yellow Line | 30 km    | 9        | Aéroport Terminaux 1 et 2 - King Abdullah Financial District (KAFD) | 3 060 788 759 $ | FAST       |
| (5) Green Line  | 13 km    | 12       | Ministry of Education - National Museum                             | 2 662 558 659 $ | FAST       |
| (6) Purple Line | 30 km    | 11       | An Naseem - King Abdullah Financial District (KAFD)                 | 2 167 973 532 $ | FAST       |

### Ligne 1
La Blue Line construite sur un axe nord-sud, à partir de la Prince Salman Bin Abdul Aziz Street au nord et se terminant dans la banlieue de Dar Al Badia au sud, elle traversera le quartier d'Olaya et Batha streets. Sa longueur sera de 38 km, comptera 22 stations et disposera de 4 stations de correspondances avec les lignes 2, 3, 4, 5 et 6.

### Ligne 2
La Red Line, orientée est-ouest, elle desservira la King Abdullah Road, entre l'université du Roi-Saoud et le stade King Fahad Stadium. Sur une partie de son parcours, la ligne est doublée par une autoroute. Sa longueur sera de 25,3 km, comptera 13 stations et disposera de correspondances avec les lignes 1, 5 et 6.

### Ligne 3
La Orange Line parcourra un axe est-ouest le long de Al – Madinah Al Munawwarah Road et Prince Saad Bin Abdulrahman Al Awal Road, à partir de la voie express allant vers Jeddah à l'ouest et se terminant près du camp de la Garde nationale à Khashm El Aan. Le métro sera une ligne aérienne le long de la partie ouest de Al - Madinah Al Munawwarah Road, puis sera souterraine dans la section centrale de la ligne, généralement le long de la Prince Ibn Saad Abdulrahman Road. La longueur de la ligne sera d'environ 40,7 km et disposera de 20 stations, dont deux stations de correspondances avec les lignes 1 et 6.

### Ligne 4
La Yellow Line atteint l'aéroport international du roi Khaled depuis le King Abdullah Financial District. La longueur de la ligne sera d'environ 29,6 km qui sera essentiellement aérienne, il disposera de 8 stations (dont 3 seront communes avec la ligne 6), en plus d'une station de correspondance avec la ligne 1.

### Ligne 5
La Green Line sera une ligne souterraine forée le long de King Abdulaziz Street, entre le Abdul Aziz Historical Centre et la base aérienne de Riyad, avant de connecter avec la King Abdullah Road. La longueur de la ligne sera d'environ 12,9 km et elle disposera de 10 stations, dont deux stations de correspondance avec les lignes 1 et 2.

### Ligne 6
La Purple Line sera une ligne semi-circulaire à partir de King Abdullah Financial District, en passant par l'Université islamique Imam Mohammed Ibn Saoud (en) et se terminant à Prince Saad Ibn Abdulrahman Al Awal Road. Elle sera essentiellement une ligne aérienne sauf le long de Sheikh Hasan Bin Hussein Bin Ali Street. La longueur de la ligne sera d'environ 29,9 km et elle disposera de 8 stations (dont 3 seront communes avec la ligne 4), tandis qu'elle possèdera 3 autres stations de correspondance avec les lignes 1, 2 et 3.

## Stations
Pour les trois stations d'échange (Iconic Stations) un concours international d'architecture a permis de choisir trois projets :
- Gerber Architekten (Allemagne), pour la station Olaya Metro Station[16]
- Snøhetta (Norvège), pour la station Qasr Al Hokm Downtown Metro Station[17]
- Zaha Hadid (Grande-Bretagne), pour la station King Abdullah Financial District Metro Station (KAFD)[18]

## Exploitation

### Matériel roulant
Les lignes sont prévues pour fonctionner de façon complètement automatique.
Conséquence de l'attribution de la conception et de la construction du métro de Riyad en trois grands lots, les lignes 1 et 2 seront équipées de trains Siemens, Le 23 février 2016 les premiers trains de Siemens ont été finis à Vienne.
La ligne 3 sera équipée de rames par Ansaldo STS/Bombardier et les lignes 4, 5 et 6 de métros livrés par Alstom. Le métro de Riyad fonctionnera de manière automatique sans conducteur à bord.
Alstom livrera 69 rames de type Metropolis de 36 mètres chacune pour 1,2 milliard d'euros ainsi que la signalisation. Les rames, composés de 3 caisses toutes motrices, afin de pouvoir gravir des pentes de 60 ‰, seront divisés en 2 classes, mais la seconde classe comprendra des espaces distincts pour les familles et pour les hommes seuls,. Les trains d'Alstom sont construits à Katowice en Pologne. Siemens produira 74 rames de type Inspiro pour les lignes 1 (45 trains de quatre caisses) et 2 (29 de deux caisses). Ces derniers ont une structure en aluminium et peuvent rouler jusqu'à 90 km/h. Bombardier livrera 47 trains de 2 caisses de type Innovia 300 pour la ligne 3.

### Conduite et signalisation
Les rames se seront automatiques le système de nouvelle génération. Cet dernière permet aux rames de circuler et de s'arrêter de façon autonome sans l'invention du personnel au PCC.